# هلا عبد الله
هلا عبدالله الأسمري (ولدت: 12 نوفمبر عام 1991 - ) عارضة أزياء سعودية.

## عنها
هلا عبدالله الأسمري، عارضة أزياء ولدت من اب سعودي  وأم يمنية تدرس الهندسة المعماريّة، ظهرت في مقابلات تلفزيونة عدّة وحققت شهرة واسعة في الوطن العربي، إذ تمتلك عدد متابعين يتجاوز المليونين ونصف المليون على منصة انستقرام